# 太子痤
太子痤（？—前547年），子姓，名痤，又被称为世子痤，是宋平公的儿子，宋元公的哥哥。
太子痤长得漂亮，但心里狠毒，左师向戌对他既害怕又讨厌，寺人惠墙伊戾做太子的内师而不受宠信。前547年秋季，楚国的客人到晋国聘问，经过宋国。太子痤和楚国的客人原来相识，请求在野外设宴招待客人，宋平公让他去了。伊戾向宋平公请求跟从太子，宋平公说：“他不是讨厌你吗？”伊戾回答说：“小人事奉君子，被讨厌不敢远离，被喜欢不敢亲近，恭敬地等待命令，岂敢有三心二意呢？太子那里即使有人在外边服务，却没有人在里边服务，下臣请求前去。”宋平公就派他去了。伊戾到了设宴的地方，就在那里挖了坑，用上牺牲，把盟书放在牲口上，并且检查了一遍，便骑马飞驰报告宋平公，说：“太子将要作乱，已经和楚国的客人结盟了。”宋平公说：“他已经是我的继承人了，还谋求什么？”伊戾回答说：“想快点即位。”宋平公派人去视察，果然有这回事，宋平公又向自己的夫人和向戌询问，他们都说：“的确听到过。”宋平公就把太子痤囚禁了起来。太子痤说：“只有公子佐才能使我免于祸难。”太子痤召请公子佐并让他向宋平公请求，说：“到中午还不来，我就知道死定了。”向戌听说后，就和公子佐说个没完没了。过了中午，太子痤上吊死了，公子佐被立为太子。宋平公慢慢地听到太子痤没有罪，把伊戾烹杀了。